# Kataragama
Kataragama (singalese: කතරගම, Kataragama; Tamil: கதிர்காமம், Katirkāmam) è una città sacra meta di pellegrinaggio per buddisti, indù, musulmani e indigeni Vedda dello Sri Lanka e dall'India meridionale.
In città si trova il Devalaya Ruhunu Maha Kataragam, un santuario dedicato a Skanda-Murukan, conosciuto anche come Kataragama Deviyo. Kataragama si trova nel distretto di Moneragala della provincia di Uva a 228 km a sudest di Colombo, la capitale dello Sri Lanka. Sebbene Kataragama fu un piccolo villaggio in epoca medievale, oggi è una borgata in rapido sviluppo circondata dalla giungla nella regione del sud-est dello Sri Lanka, adiacente al parco nazionale di Yala.
Ospita l'antica stupa buddista Kiri Vehera. La città ha una venerabile storia che risale all'ultimo secolo a.C. È stata la sede del governo di molti re singalesi durante i giorni del regno Rohana. 
Dal 1950 la città ha subito molti miglioramenti con i governi successivi che hanno realizzato investimenti in mezzi di trasporto pubblici, strutture mediche, commercio e servizi alberghieri.